# Поплавок перепончатый
Поплаво́к перепо́нчатый (лат. Amanita submembranacea) — гриб из рода Мухомор (Amanita} семейства Мухоморовые (Amanitaceae). Съедобность или токсические свойства этого гриба достоверно не известны.

## Описание

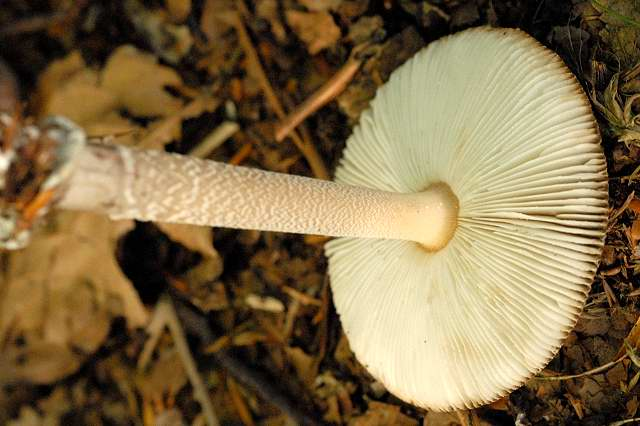

Шляпка диаметром 6—10 см, вначале ширококолокольчатая, затем от выпуклая до распростёртой, в середине толстомясистая, с небольшим бугорком, край с ясно выраженной рубчатостью. Кожица от серо-коричневой до тёмно-коричневой, с оливковым оттенком, в центре более тёмная, слабо слизистая, позже сухая.
Мякоть беловатая, на срезе не изменяется, без особого вкуса и запаха.
Ножка  10—15 см в высоту и 0,8—1,5 см в диаметре, цилиндрическая, у основания расширенная, полая. Поверхность в верхней части беловатая, ниже покрыта сероватым чешуйчатым или хлопьевидным налётом.
Пластинки беловатые, свободные, частые, расширенные в средней части, имеются пластиночки разных размеров.
Остатки покрывала: вольва хорошо выражена, свободная, лопастная, войлочно-перепончатая, серого цвета; кольцо на ножке отсутствует; в центре шляпки обычно есть плёнчатые обрывки.
Споровый порошок белый.
Микроскопические признаки: споры 9—13 мкм, округлые, гладкие; базидии двух- или четырёхспоровые, 40—65×14—20 мкм, булавовидные, тонкостенные; трама пластинок билатеральная, гифы цилиндрические, гладкие, неамилоидные, диаметром 8—12 мкм, без пряжек; гифы кожицы шляпки шириной 3—10 мкм, без пряжек, часто инкрустированы пигментом.

### Разновидности
- A. submembranacea var. submembranacea — основная форма (четырёхспоровая)
- A. submembranacea var. bispora Reid, 1987 — с двуспоровыми базидиями и тёмно-коричневой шляпкой.

## Экология и распространение
Растёт в горных хвойных лесах на кислых почвах, редок. Известен в Западной Европе (Британские острова, Скандинавия, Германия, Италия, Австрия) и в северной Африке (Марокко).
Сезон август — октябрь.

## Сходные виды
Другие виды поплавка, все они условно-съедобны. От поплавка серого отличается по цвету и форме вольвы.
От других мухоморов легко отличается по отсутствию кольца.